# Герцог де Монтебелло

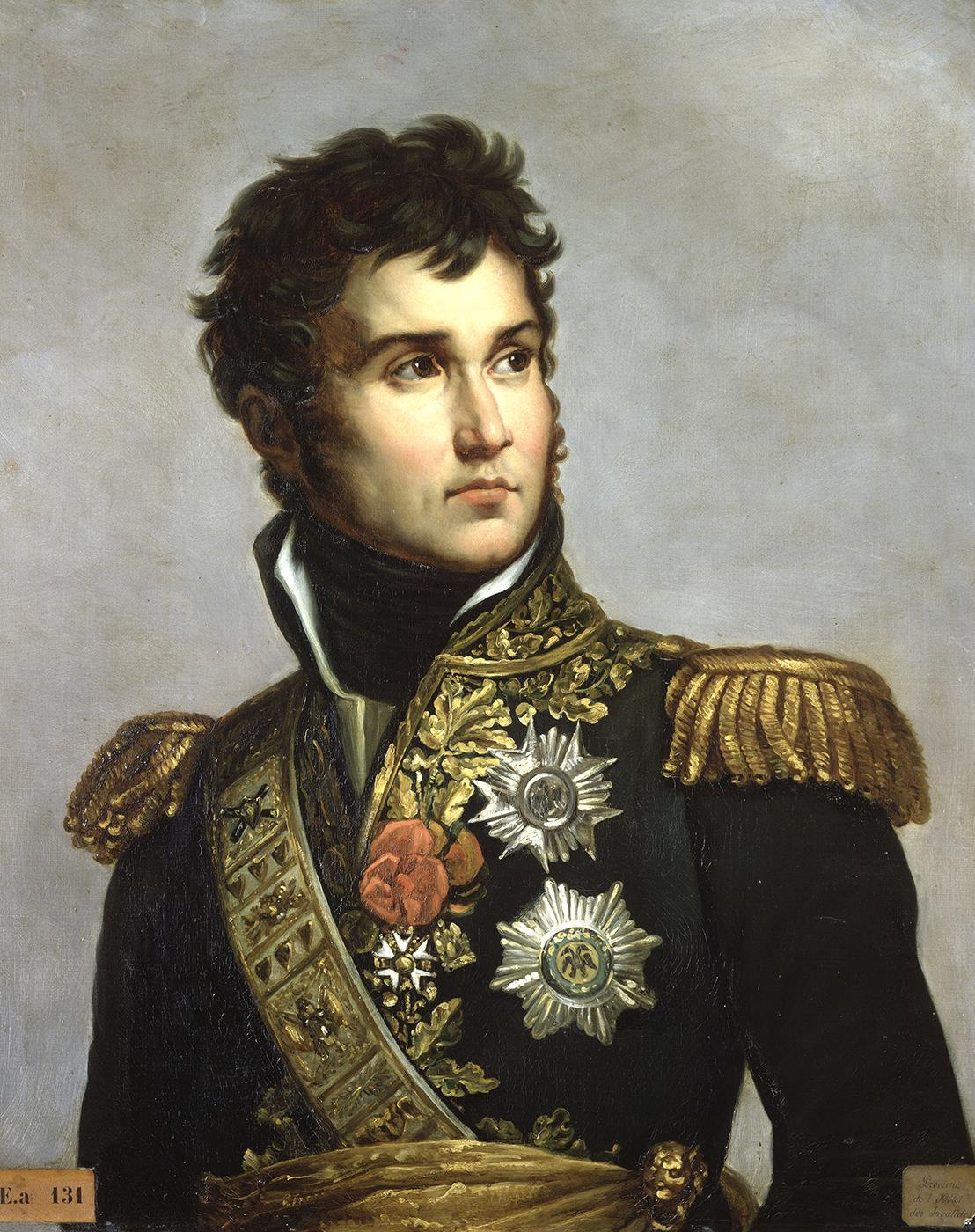
Маршал Жан Лан, художник Жюлі Вольпельєр (за Франсуа Жераром)

Герцог де Монтебелло (фр. duc de Montebello) — титул, створений французьким імператором Наполеоном I  у 1808 році як почесний титул для маршала Жана Лана, одного з найсміливіших та найталановитіших генералів Наполеона. Лан командував авангардом під час переходу через Альпи під час другої італійської кампанії та зіграв важливу роль у перемозі в битві під Монтебелло.

## Список герцогів де Монтебелло
- Жан Лан, 1-й герцог де Монтебелло (10 квітня 1769 – 31 травня 1809)

Титул був успадкований його другим сином:
- Луї Наполеон, 2-й герцог де Монтебелло (Париж 30 липня 1801 – Марей-сюр-І 19 липня 1874)

одружився 10 липня 1830 з Елеонорою Дженкінсон (7 лютого 1810 — Санкт-Петербург 11 жовтня 1863), дочкою сера Чарльза Дженкінсона.
Титул був успадкований старшим сином:
- Наполеон Каміль Шарль Жан, 3-й герцог де Монтебелло (30 жовтня 1835 – 30 листопада 1876)

Його спадкоємцем став єдиний син:
- Наполеон Барбе Жозеф Жан, 4-й герцог де Монтебелло (9 квітня 1877 – 27 січня 1899)

Його наступником став дядько:
- Шарль Луї Моріс, 5-й герцог де Монтебелло (Берн 27 жовтня 1836 – Париж 23 грудня 1922)

Титул був успадкований його онуком:
- Наполеон Жан Жюль, 6-й герцог де Монтебелло (Париж 5 березня 1903 – Шато де Марей 22 травня 1988)

Спадкоємцем став його старший син:
- Моріс Жорж Антуан Марі, 7-й герцог де Монтебелло (народився в Біарриці 2 липня 1939 р.)